# Veľká Lúka
Veľká Lúka je obec na Slovensku v okrese Zvolen nedaleko letiště Sliač ve Zvolenské kotlině.
Katastrální území má rozlohu 854 ha, nadmořská výška katastru je mezi 308–470 m n. m. K 31. 12. 2015 žilo v obci 625 obyvatel ve 136 domech. Obcí protéká potok Lukavica.
Nejstarší písemná zmínka je z roku 1281. Občané za prací dojíždějí do Zvolena, Banské Bystrice a Vlkanové. V roce 1999 byla obec plynofikována. V obci je nejstarší budovou kaštel.